# 클로디아 하로
클로디아 하로(Claudia Haro)는 미국의 배우이다. 전 남편 게릿 워렌에게서 딸이 한 명 있다.

## 영화
- 두 낚시꾼에게 무슨 일이 생겼나 (1997년)
- 카지노 (1995년)